# 吕丁豪森
吕丁豪森（德語：Lüdinghausen，發音：[lyːdɪŋˈhaʊzn̩] ⓘ）是德国北莱茵-威斯特法伦州明斯特行政区科斯费尔德县的城市，面积140.54平方千米，2023年12月31日人口为25,306人。